# Tekla Juniewicz
Tekla Juniewicz z domu Dadak (ur. 10 czerwca 1906 w Krupsku, zm. 19 sierpnia 2022 w Gliwicach) – polska superstulatka, od 20 lipca 2017 (do śmierci) najstarsza żyjąca Polka, od 19 kwietnia 2022 (do śmierci) druga pod względem wieku osoba na świecie.

## Życiorys
Urodziła się w Krupsku, w ówczesnych Austro-Węgrzech (obecnie na Ukrainie, w okresie międzywojennym w województwie stanisławowskim II Rzeczypospolitej). W dniu narodzin została ochrzczona w lokalnej parafii greckokatolickiej. Ojciec Tekli, Jan Dadak, pracował u hrabiego Lanckorońskiego przy utrzymaniu stawów. Matka Tekli, Katarzyna z domu Szkwyrko, zajmowała się domem; zmarła w okresie I wojny światowej. W wieku 7 lat Tekla Juniewicz zachorowała na tyfus. Wychowała się w szkole przy klasztorze sióstr szarytek (nazywały ją „Kluska”) w Przeworsku. W 1927 poślubiła w tym mieście Jana Juniewicza (1884–1980), po czym przeprowadziła się z nim do Borysławia. W listopadzie 1945, podczas repatriacji, wraz z mężem i córkami opuściła terytorium włączone do Związku Radzieckiego i zamieszkała w Gliwicach. W mieście tym zmarła (w wyniku udaru) i została pochowana.

## Rodzina
W 1928 przyszła na świat córka Janina (zm. 2016), a rok później Urszula. Mąż, Jan Juniewicz, zmarł 13 stycznia 1980, w wieku 95 lat, i został pochowany na cmentarzu komunalnym w Łabędach. 
Tekla Juniewicz miała pięcioro wnuków, czworo prawnuków i czworo praprawnuków (czwarta praprawnuczka – Iga Tekla – urodziła się w jej 115. urodziny, 10 czerwca 2021). Przez ostatnie kilkanaście lat życia pozostawała pod opieką wnuków.

## Rekordy
10 czerwca 2016 ukończyła 110 lat jako pierwsza w historii mieszkanka województwa śląskiego. 20 lipca 2017, po śmierci Jadwigi Szubartowicz, została najstarszą żyjącą Polką. Jest w Polsce pierwszą osobą, która osiągnęła wiek 112 lat (drugą jest Antonina Partyka), oraz jedyną, która przekroczyła wiek 113 lat. 19 kwietnia 2022, po śmierci Kane Tanaki, stała się drugą pod względem wieku osobą na świecie.